# Calcio ai Giochi olimpici giovanili
Il calcio è una delle discipline che è stata presente ai Giochi olimpici giovanili estivi nelle prime due edizioni, nelle quali è stato giocato un torneo maschile e un torneo femminile. Nella terza edizione del 2018 è stato sostituito dal calcio a 5.
Nelle due competizioni ogni squadra poteva avere al massimo 18 giocatori, sia per gli uomini che per le donne, i quali avessero al massimo quindici anni durante l'anno solare in cui si svolgeva la manifestazione, inoltre poteva partecipare una nazionale per ogni confederazione (AFC, CAF, CONCACAF, CONMEBOL, OFC e UEFA), nessuna nazione poteva essere presente in un'edizione in entrambi i tornei.

## Storia

### Il primo torneo
I primi tornei di calcio ai Giochi olimpici giovanili si svolsero sin dalla prima edizione sia per gli uomini che per le donne. In entrambi i tornei parteciparono sei squadre. Singapore che ospitò i due tornei era presente solo con la squadra femminile, la quale vinse la medaglia di bronzo. Le squadre vincitrici furono entrambe sudamericane, infatti vinse la Bolivia nel torneo maschile e il Cile nel torneo femminile.

### Buenos Aires 2018
Nell'edizione 2018 a Buenos Aires la FIFA ha deciso di sostituire il calcio con il calcio a 5.

## Statistiche

### Edizioni svolte
| Torneo    | Edizioni | 2010 | 2014 |
| --------- | -------- | ---- | ---- |
| Maschile  | 2        | X    | X    |
| Femminile | 2        | X    | X    |

### Partecipanti

#### Torneo maschile
| Squadra       | 2010 | 2014 | Tot. |
| ------------- | ---- | ---- | ---- |
| Bolivia       | 1ª   |      | 1    |
| Capo Verde    |      | 4ª   | 1    |
| Corea del Sud |      | 2ª   | 1    |
| Haiti         | 2ª   |      | 1    |
| Islanda       |      | 3ª   | 1    |
| Honduras      |      | 5ª   | 1    |
| Montenegro    | 4ª   |      | 1    |
| Perù          |      | 1ª   | 1    |
| Singapore     | 3ª   |      | 1    |
| Vanuatu       | 5ª   | 6ª   | 2    |
| Zimbabwe      | 6ª   |      | 1    |
| Partecipanti  | 6    | 6    |      |

#### Torneo femminile
| Squadra            | 2010 | 2014 | Tot. |
| ------------------ | ---- | ---- | ---- |
| Cile               | 1ª   |      | 1    |
| Cina               |      | 1ª   | 1    |
| Guinea Equatoriale | 2ª   |      | 1    |
| Iran               | 4ª   |      | 1    |
| Messico            |      | 3ª   | 1    |
| Namibia            |      | 6ª   | 1    |
| Papua Nuova Guinea | 6ª   | 5ª   | 2    |
| Slovacchia         |      | 4ª   | 1    |
| Trinidad e Tobago  | 5ª   |      | 1    |
| Turchia            | 3ª   |      | 1    |
| Venezuela          |      | 2ª   | 1    |
| Partecipanti       | 6    | 6    |      |

Legenda
Il colore di fondo indica la vittoria di una medaglia, il bordo blu indica le nazioni ospitanti.

### Medagliere

#### Albo d'oro (torneo maschile)
| Edizione | Città     | Medaglia d'oro | Medaglia d'argento | Medaglia di bronzo |
| -------- | --------- | -------------- | ------------------ | ------------------ |
| 2010     | Singapore | Bolivia        | Haiti              | Singapore          |
| 2014     | Nanchino  | Perù           | Corea del Sud      | Islanda            |

#### Albo d'oro (torneo femminile)
| Edizione | Città     | Medaglia d'oro | Medaglia d'argento | Medaglia di bronzo |
| -------- | --------- | -------------- | ------------------ | ------------------ |
| 2010     | Singapore | Cile           | Guinea Equatoriale | Turchia            |
| 2014     | Nanchino  | Cina           | Venezuela          | Messico            |

#### Albo d'oro (confederazioni)
|                | Uomini         | Uomini             | Uomini             | Donne          | Donne              | Donne              | Totale |
| Confederazione | Medaglia d'oro | Medaglia d'argento | Medaglia di bronzo | Medaglia d'oro | Medaglia d'argento | Medaglia di bronzo |        |
| CONMEBOL       | 2              |                    |                    | 1              | 1                  |                    | 4      |
| AFC            |                | 1                  | 1                  | 1              |                    |                    | 3      |
| CONCACAF       |                | 1                  |                    |                |                    | 1                  | 2      |
| CAF            |                |                    |                    |                | 1                  |                    | 1      |
| UEFA           |                |                    | 1                  |                |                    | 1                  | 2      |
| Totale         | 2              | 2                  | 2                  | 2              | 2                  | 2                  | 12     |

Le nazionali dell'OFC sono le uniche a non aver mai vinto una medaglia nella competizione.